# Астарта
Аштарта (хебр. עשתרת /‛Aštart/) је била богиња семитског порекла, чији је култ био распрострањен међу Хананцима, Јеврејима, Феничанима и феничанским колонијама. Вокализацију њеног имена потврђују не само они облици заступљени у језицима сродним хебрејском (‛Aštar, ‛Attar и др.). У писмима из Амарне она се јавља као Aš-tar-tu, вавилонске таблице је чак доводе у везу са Иштар, а у споразуму између асирског краља Асархадона и старешине града Тира стоји да је била врховно божанство поменутог места. Грчка транскрипција гласи Ἀστάρτη /Astartē/, а у Септуагинти је заступљен чак и облик Ἀσταρώθ /Astarōth/. Августин користи облике Estart и Astart. У Масоретском тексту име се изговара עַשְׁתֹּרֶת /ʻAštōreṯ/, вероватно услед убацивања самогласника из речи בֹּ֫שֶׁת /bōšeṯ/, срамотна ствар.

## Етимологија
Како наводи фон Баудисин, Филонов податак да је Астарта једном приликом путујући светом „нашла звезду с неба палу“ (εὗρεν ἀεροπετῆ ἀστέρα), могуће да представља етимолошко објашњење, по којем име ове богиње долази од грчке речи ἀστήρ /astēr/, што значи звезда. Ту звезду „с неба палу“, коју је наводно пронашла Астарта, мора да је био какав метеорит. У прилог овој Филоновој тврдњи може посведочити нумизматички материјал. Више тирских кованица из 3. века има за представу некакав овални објекат, могуће метеорит, смештен на некаквим колима која представљају храм и у која су изгледа били упрегнути волови (грч. ναός ζυγοφορούμενος /naós zygophoroúmenos/).
Право име овог божанства је, судећи по записима мештана поменутих градова, као и помену из Старог завета (хебр. עשתרת /‛ashtôreth/), гласило Ашторет односно Аштор.
Њен култ раширио се по Средоземљу путем феничких колониста.
У Старом завету она се редовно јавља као страно божанство, у овом случају као „богиња Сидоњана“. Међутим, пада у очи да је њен култ за време Судијâ, а по свему судећи још одраније, био распрострањен по Палестини и да га је у Јерусалиму одржавао и сâм Соломон.
У земљи Филистејаца постојао је један храм посвећен овој богињи.
На натпису краља Меше Моавског, Астарта се доводи у везу са аутохтоним божанством Камошом. На истом натпису јасно стоји да су је поштовали у бројним феничким и хананским местима, али се не зна поуздано да ли јој је култ био општеприхваћен.
У једном свом спису Плутарх наводи да се супруга краља Библоса, Малакандера, звала, између осталог, и Астарта.
Астарта је сматрана за богињу неба; отуда Афродити надимак Уранија (грч. Οὐρανία /Ouranía/, „небеска“). Када Августин каже на једном месту да се на језику пунском Јунона зове Астарта (lingua Punica Iuno Astarte vocatur), он притом има у виду Јунону Целесту (од лат. celeste, „небеска“). Астарта је идентификована како са Месецом тако и са планетом Венером, што се приписује египатском односно вавилонском утицају.
Позната је прича о томе како је Зевс, заљубљен у ову богињу, узео обличје бика и одвео исту на Крит. На основу тога у Грчкој је настао мит о Европи. У Сидону је то посведочено на представама у храму и на новцу; а у Тиру, у ком се Астарта као заштитница града (грч. πολιοῦχον /polioũchon/) такође јављала на новцу али са зидном круном чак све до Малалиног времена обележаван је дан жалости поводом сећања на отмицу извесне.

## Сакрална проституција
У вези са изворима за сакралну проституцију, Роберт А. Оден млађи (грч. Robert A. Oden, Jr.) тврди да оно што изгледа на некакав фамозни списак од више аутора — најмање њих петнаестак из Антике, укључујући ту и црквене оце, у ствари може да буде списак од свега неколицине њих, а није искључено ни то да се ради о само једном: Херодоту, чија поузданост је иначе под великим знаком питања. Међутим, Џон Деј (енгл. John Day) у свом чланку „Does the Old Testament Refer to Sacred Prostitution and Did it Actually Exist in Ancient Israel?“ (Има ли у Старом завету помена о сакралној проституцији и је ли она заправо постојала у древном Израиљу?) не слаже се у потпуности с тим, наводећи то да се извесни извори односе на различите делове Ханана — на Кипар, пунску северну Африку и Феникију (Библос, Хелиопољ, Афака). Стога је, како он тврди, ван смисла тврдити да сви они потичу од једног јединог извора — фамозног Херодота, који алудира само на Библос, и у пролазу на Кипар. Штавише, Лукијан са Самосате, који се позива на сазнање из прве руке у вези са сакралном проституцијом у Библосу, показао се поузданим и на другим пољима, као што то и сам Оден признаје на другом месту.
И у Библосу сам видео — вели Лукијан (прим. прев.) — велико светилиште посвећено тамошњој Афоридити, у ком се изводе Адонисови обреди... Оне такође брију своје главе, као што то чине Египћанке кад им Апис умре. Оне које одбију да им се то чини, бивају кажњене на следећи начин: морају по ваздан да стоје у приправности и нуде своја тела на продају. Тржиште је, међутим, отворено само за странце и приходи од тих услуга завештавају се Афродити.